# Tour dels Alps Marítims
El Tour dels Alps Marítims (en francès Tour des Alpes-Maritimes) és una competició ciclista que es disputa anualment al departament de Var, a la Provença, durant el mes de febrer. En un primer moment la cursa s'anomenà Niça-Seillans i des de 1976 fins al 2019 Tour de l'Alt Var. El 1987 i des del 2009 la cursa es disputa en dues etapes pels voltats de la ciutat de Draguignan, amb un recorregut ple de dificultats muntanyoses. El primer vencedor fou Raymond Poulidor, mentre Joop Zoetemelk i Arthur Vichot ostenten el rècord de victòries, amb tres.
El 2024 la cursa es dividí en dues proves, la Classic Var, disputada en divendres, i el Tour dels Alps Marítims, disputada el cap de setmana.

## Palmarès
| Any                               | Vencedor               | Segon                     | Tercer                   |
| --------------------------------- | ---------------------- | ------------------------- | ------------------------ |
| Niça-Seillans                     |                        |                           |                          |
| 1969                              | Raymond Poulidor       | Willy Monty               | Albert Van Vlierberghe   |
| 1970                              | René Grelin            | Wladimiro Panizza         | Roberto Poggiali         |
| 1971                              | Désiré Letort          | Bernard Labourdette       | Jean-Pierre Parenteau    |
| 1972                              | Frans Verbeeck         | Jean-Claude Genty         | Pierre Rivory            |
| 1973                              | Joop Zoetemelk         | Roger Rosiers             | Jesús Luis Ocaña Pernía  |
| 1974                              | Gerben Karstens        | Georges Talbourdet        | José Catieau             |
| Draguignan-Seillans               |                        |                           |                          |
| 1975                              | Raymond Delisle        | Miguel María Lasa         | Patrick Perret           |
| Seillans-Draguignan               |                        |                           |                          |
| 1976                              | Frans Verbeeck         | Jan Raas                  | André Chalmel            |
| Tour de l'Alt Var                 |                        |                           |                          |
| 1977                              | Bernard Thévenet       | Henk Lubberding           | Johan De Muynck          |
| 1978                              | Freddy Maertens        | Joop Zoetemelk            | Jean-Luc Vandenbroucke   |
| 1979                              | Joop Zoetemelk         | Jean Chassang             | Jean-René Bernaudeau     |
| 1980                              | Pascal Simon           | Sean Kelly                | Guy Sibille              |
| 1981                              | Jacques Bossis         | Francis Castaing          | Jean-Luc Vandenbroucke   |
| 1982                              | Sean Kelly             | Francis Castaing          | Paul Sherwen             |
| 1983                              | Joop Zoetemelk         | Stephen Roche             | Kim Andersen             |
| 1984                              | Éric Caritoux          | Robert Millar             | Pascal Simon             |
| 1985                              | Charly Mottet          | Éric Caritoux             | Steve Bauer              |
| 1986                              | Pascal Simon           | Marc Madiot               | Dag Otto Lauritzen       |
| 1987                              | Rolf Gölz              | Ronan Pensec              | Martin Earley            |
| 1988                              | Luc Roosen             | Sean Kelly                | Etienne De Wilde         |
| 1989                              | Gérard Rué             | Roland Le Clerc           | Luc Roosen               |
| 1990                              | Luc Leblanc            | Claude Criquielion        | Alberto Elli             |
| 1991                              | Éric Caritoux          | Etienne De Wilde          | Willem Van Eynde         |
| 1992                              | Gérard Rué             | Fabian Jeker              | Frédéric Moncassin       |
| 1993                              | Thierry Claveyrolat    | Fabian Jeker              | Gérard Guazzini          |
| 1994                              | Laurent Brochard       | Eddy Seigneur             | Ronan Pensec             |
| 1995                              | Marco Lietti           | Luca Scinto               | Giuseppe Guerini         |
| 1996                              | Bruno Boscardin        | Léon van Bon              | Tristan Hoffman          |
| 1997                              | Rodolfo Massi          | Richard Virenque          | Laurent Jalabert         |
| 1998                              | Laurent Jalabert       | Pascal Chanteur           | Emmanuel Magnien         |
| 1999                              | Davide Rebellin        | Beat Zberg                | Christophe Bassons       |
| 2000                              | Daniele Nardello       | Andrei Kivilev            | Davide Rebellin          |
| 2001                              | Daniele Nardello       | Nicolaj Bo Larsen         | Davide Rebellin          |
| 2002                              | Laurent Jalabert       | Alekszandr Vinokurov      | Robbie McEwen            |
| 2003                              | Sylvain Chavanel       | Samuel Sánchez González   | Andrei Kivilev           |
| 2004                              | Marc Lotz              | Dmitri Fofónov            | Stijn Devolder           |
| 2005                              | Philippe Gilbert       | Ruggero Marzoli           | Cédric Vasseur           |
| 2006                              | Leonardo Bertagnolli   | Pietro Caucchioli         | Jurgen Van De Walle      |
| 2007                              | Filippo Pozzato        | Simon Gerrans             | Ricardo Serrano González |
| 2008                              | Davide Rebellin        | Rinaldo Nocentini         | Aleksandr Botxarov       |
| 2009                              | Thomas Voeckler        | David Moncoutié           | Jussi Veikkanen          |
| 2010                              | Christophe Le Mével    | Bert De Waele             | Julien El Fares          |
| 2011                              | Thomas Voeckler        | Julien Antomarchi         | Rinaldo Nocentini        |
| 2012                              | Jonathan Tiernan-Locke | Julien El Fares           | Julien Simon             |
| 2013                              | Arthur Vichot          | Lars Boom                 | Laurens ten Dam          |
| 2014                              | Carlos Betancur Gómez  | Samuel Dumoulin           | Amaël Moinard            |
| 2015                              | Ben Gastauer           | Philippe Gilbert          | Jonathan Hivert          |
| 2016                              | Arthur Vichot          | Jesús Herrada López       | Diego Ulissi             |
| 2017                              | Arthur Vichot          | Julien Simon              | Romain Hardy             |
| 2018                              | Jonathan Hivert        | Alexis Vuillermoz         | Rudy Molard              |
| 2019                              | Thibaut Pinot          | Romain Bardet             | Hugh Carthy              |
| Tour dels Alps Marítims i del Var |                        |                           |                          |
| 2020                              | Nairo Quintana Rojas   | Romain Bardet             | Richie Porte             |
| 2021                              | Gianluca Brambilla     | Michael Woods             | Bauke Mollema            |
| 2022                              | Nairo Quintana Rojas   | Tim Wellens               | Guillaume Martin         |
| 2023                              | Kévin Vauquelin        | Aurélien Paret-Peintre    | Neilson Powless          |
| Tour dels Alps Marítims           |                        |                           |                          |
| 2024                              | Benoît Cosnefroy       | Vincenzo Albanese         | Aurélien Paret-Peintre   |
| 2025                              | Cristian Scaroni       | Santiago Buitrago Sánchez | Lenny Martinez           |